# 穆萨菲尔卡纳
穆萨菲尔卡纳（Musafirkhana），是印度北方邦Sultanpur县的一个城镇。总人口7373（2001年）。

## 人口
该地2001年总人口7373人，其中男性3907人，女性3466人；0—6岁人口1123人，其中男597人，女526人；识字率66.38%，其中男性为74.76%，女性为56.92%。